# Pedro Arias de Benavides

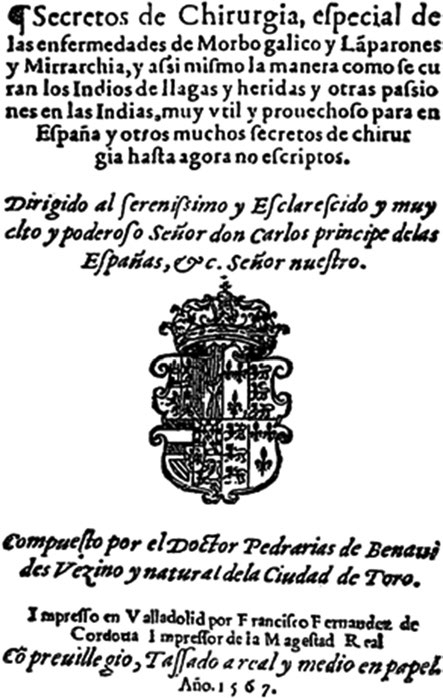
Portada de Secretos de chirugia (1567)

Pedro Arias de Benavides (n. Toro, 1521) fue un médico español.

## Biografía
Nació en Toro (Zamora) en 1521 y estudió en la Universidad de Salamanca. Ejerció la medicina en Guatemala y México, además de trabajar en el hospital general de Ciudad de México. Al volver a España publicó, en 1567, Secretos de chirugia, impreso en Valladolid en la imprenta de Francisco Fernández de Córdoba y dividido en 79 capítulos. En esta obra se trata la terapéutica botánica usada en América y aborda el tratamiento de la sífilis. En ella también se describe la primera neurocirugía conocida realizada en América del Norte, practicada en la Ciudad de México por Arias de Benavides en 1561 en un niño de trece años con un traumatismo craneal.